# Kevin Thomson
Kevin Thomson (født 14. oktober 1984 i Edinburgh, Skotland) er en skotsk tidligere fodboldspiller, der spillede som midtbanespiller. Han var blandt andet tilknyttet de skotske storhold Rangers og Hibernian.
Thomson vandt med Rangers F.C. det skotske mesterskab i 2009 og 2010, ligesom han i 2008 var med til at vinde både landets pokalturnering og Liga Cup.

## Landshold
Thomson nåede desuden tre kampe for Skotlands landshold, som han debuterede for 20. oktober 2008 i et opgør mod Nordirland. 

## Titler
Skotsk Premier League
- 2009 og 2010 med Rangers F.C.

Skotsk FA Cup
- 2008 med Rangers F.C.

Skotsk Liga Cup
- 2008 med Rangers F.C.